# Galactia jenningsii
Galactia jenningsii är en ärtväxtart som beskrevs av Nathaniel Lord Britton. Galactia jenningsii ingår i släktet Galactia och familjen ärtväxter. Inga underarter finns listade i Catalogue of Life.